# Bad Kleinen
Bad Kleinen es una pequeña localidad alemana situada en el distrito de Mecklemburgo Noroccidental, en el estado federado de Mecklemburgo-Pomerania Occidental. Está situada en la orilla norte del Lago de Schwerin. La localidad forma parte del Área metropolitana de Hamburgo.

## Historia
Desde la llegada del ferrocarril, la población se ha convertido en un importante nudo ferroviario. El famoso filósofo y matemático alemán Gottlob Frege residió y falleció en Bad Kleinen. En su honor, cada año durante la primavera las gentes del distrito de Mecklemburgo Noroccidental hacen un recorrido a pie entre Wismar (lugar de nacimiento de Frege) y Bad Kleinen.
Entre 1949 y 1990 formó parte de la extinga República Democrática Alemana (RDA). 
Bad Kleinen se hizo especialmente conocida por una acción policial acaecida el 27 de junio de 1993, durante una operación de la policía alemana contra el grupo armado Fracción del Ejército Rojo (RAF), en la estación de ferrocarril de la localidad. El policía Michael Newrzella y el dirigente de la RAF Wolfgang Grams resultaron muertos durante el intercambio de disparos.

## Geografía
La localidad está localizada al norte del Schweriner See, que constituye el tercer lago más grande de Alemania, y a mitad de camino entre la capital regional, Schwerin, y la ciudad hanseática de Wismar. También se encuentra muy cerca de Lübeck. 